# غاري براون
غاري براون (بالإنجليزية: Gary Brown)‏ (29 أكتوبر 1985 في المملكة المتحدة - ) هو لاعب كرة قدم بريطاني في مركز الدفاع. لعب مع نادي روتشديل.

## وصلات خارجية
- غاري براون على موقع قاعدة بيانات كرة القدم.إي يو (الإنجليزية)
- غاري براون على موقع Soccerbase.com (لاعب) (الإنجليزية)